# Sclerolaena longicuspis
Sclerolaena longicuspis là loài thực vật có hoa thuộc họ Dền. Loài này được A.J. Scott miêu tả khoa học đầu tiên năm 1978.